# Любовники (фильм, 1958)
«Любовники» (фр. Les Amants) — французский кинофильм 1958 года режиссёра Луи Маля, снятый по мотивам романа XIX века Доминика Виванта «Там, где следующий день» (фр.). В фильме снялись Жанна Моро, Ален Кюни и Жан-Марк Бори (фр.). Фильм стал кассовым хитом во Франции. На кинофестивале в Венеции 1958 года фильм получил Специальный приз жюри и был номинирован на «Золотого льва».

## Сюжет
Фильм снят по роману XIX века «Там, где следующий день» (фр. Point de Lendemain), написанному Домиником Виваном, однако действие фильма происходит в XX веке. Тридцатилетняя Жанна Турнье, скучающая жена богатого издателя, чувствует себя одинокой, живя в деревне под Дижоном. Она несчастлива в браке с Анри Турнье, занятым человеком, который почти не обращает на неё внимания. Ей надоел играющий в поло любовник. Уйдёт ли женщина средних лет с молодым человеком, который подвёз её, когда её автомобиль сломался при возвращении в родной город, Дижон, из Парижа после уик-энда с любовником?

## Определение порнографии
Фильм сыграл важную роль в установлении американского судебного прецедента в области определения порнографии. Показ фильма в городе Кливленд-Хайтс штата Огайо привёл к осуждению директора кинотеатра за показ порнографии. Апелляции дошли до Верховного суда США, который оправдал обвиняемого и установил, что фильм не является порнографическим, вынеся решение, что фильм «не является непристойным в соответствии со стандартами, установленными в процессах „Рот против Соединенных Штатов“ и „Олбертс против штата Калифорния“». В этих делах было принято постановление, что книга, имеющая социальную ценность, не является непристойной. При этом судья Поттер Стюарт написал в отдельном мнении своё знаменитое субъективное определение порнографии «узнаю́, когда вижу» (Стюарт был согласен с большинством судей в том, что фильм — не порнографический). Это дело оказало огромное влияние на дальнейшую судьбу откровенных фильмов, так как подобное решение больше никогда не становилось предметом споров.

## Факт
Костюмы для Жанны Моро выполняла Коко Шанель.